# エイレイテュイア
エイレイテュイア（古希: Εἰλείθυια、古代ギリシア語ラテン翻字: Eileíthuia、羅: Ilithyia）は、ギリシア神話の女神である。
神々の王ゼウスとその正妻ヘーラーの間に生まれた娘で、結婚の神でもあるヘーラーの供として出産と産婦の保護を司る。
ただし肉欲はアプロディーテーが、受胎はアルテミスがそれぞれ司っているので、エイレイテュイアが力を及ぼせるのは子供を出産することに限定されている。
その代わりエイレイテュイアが立ち会わない限り産婦は出産できず、ゼウスの子を身ごもったレートーが臨月を迎えた際に、浮気相手を憎んだヘーラーの言付けでエイレイテュイアが行かなかったため、レートーは大変な難産に苦しんだ。その後、他の女神達から贈り物を渡され説得された彼女はイーリスに連れられてレートーの出産に立ち会っている。
アルクメーネーがヘーラクレースを身籠った際もヘーラーの差し金で出産を妨げている。この時彼女は祭壇に座して膝を重ね、腕を組み、指を絡ませるという呪術を行ったためにアルクメーネーは陣痛が始まってから7日間子供が生まれなかった。しかし、アルクメーネーの侍女ガリンティアースが機転を利かせ、アルクメーネーが無事出産したと叫んだので驚いた彼女は手足を解いて産室に駆け込んだ。こうしてアルクメーネーはヘーラクレースとイーピクレースを出産したが、ガリンティアースはエイレイテュイアにイタチ（ギリシア語でガレ）に変えられてしまった。
クノーソスの洞窟からエレウティアと刻まれた粘土板が発見されたことから、エイレイテュイア崇拝の起源はクレーテー島と考えられている。